# Jacques Rocquet
Pour les articles homonymes, voir Rocquet.
Jacques Claude Martin Rocquet (21 juillet 1765 à Paris - 7 juin 1816 à Paris) est un maître horloger  exerçant à Paris. 

## Biographie
Naissance le 21 juillet 1765 à Paris - Décès le 7 juin 1816 à Paris.  
Fils de Jacques Martin Rocquet, horloger au chef-d’œuvre en 1759 et peintre imprimeur sur étoffes des Menus-Plaisirs du Roi, établi rue du Bourg-Thibourg, puis à partir de 1778 rue de la Tixéranderie  et de Marie Jeanne Marion. Il est issu d’une grande famille d’entrepreneurs de Paris dont un ancêtre a édifié une chapelle pour les Médicis. Il épouse en juin 1791 Marie-Geneviève Force en l’église de Saint-Leu à Paris. On lui connaît au moins trois fils : un premier qui fut maréchal des logis, un second qui fut chirurgien aide-major au quartier général de la Grande Armée et Jacques Christophe Léopold (né le 11 juin 1796) qui émigra en Louisiane et s’établit comme bijoutier. 
Il excella comme horloger sous Louis XVI et s’installa rue Saint-Placide en 1789 et devint sergent de la garde nationale de Paris et chef-instructeur d'un bataillon de volontaires. 
Le 15 juin 1791, il commandait un poste établi dans le haut de la rue du Bac lorsque la foule en armes attaqua l'hôtel des Missions Étrangères (confisqué un peu plus tard). Rocquet secourut ces religieux avec quatre hommes de garde, qui bientôt l'abandonnèrent et résista seul pendant plus de cinq heures exposé aux baïonnettes des insurgés avant qu’un détachement de cavalerie vînt le délivrer.
Cet acte de bravoure fut reconnu par le Pape Pie VII qui lui adressa une lettre d’éloge assortie d’une bénédiction. 
La Révolution terminée, il déménage à plusieurs reprises pour s'installer 34, rue Grenelle-Saint-Honoré de 1800 à 1817, Rocquet redevient un célèbre horloger sous l’Empire pour ses pendules et cartels. Il signe ses œuvres de « Rocquet à Paris ».

## Armoiries
La famille Rocquet de Paris portait pour armoiries : "D'azur à trois rocs d'échiquier d'argent".